# Kurt Detloff von Schwerin

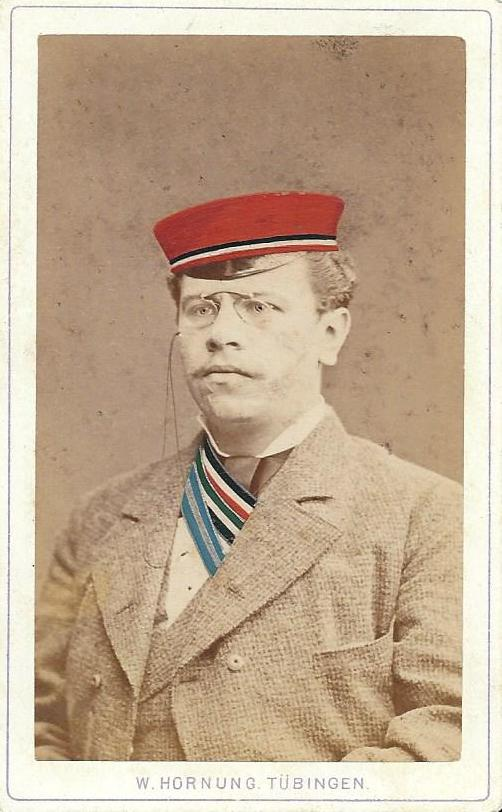
Kurt Detloff von Schwerin als Tübinger Schwabe, Foto von Wilhelm Hornung, um 1878

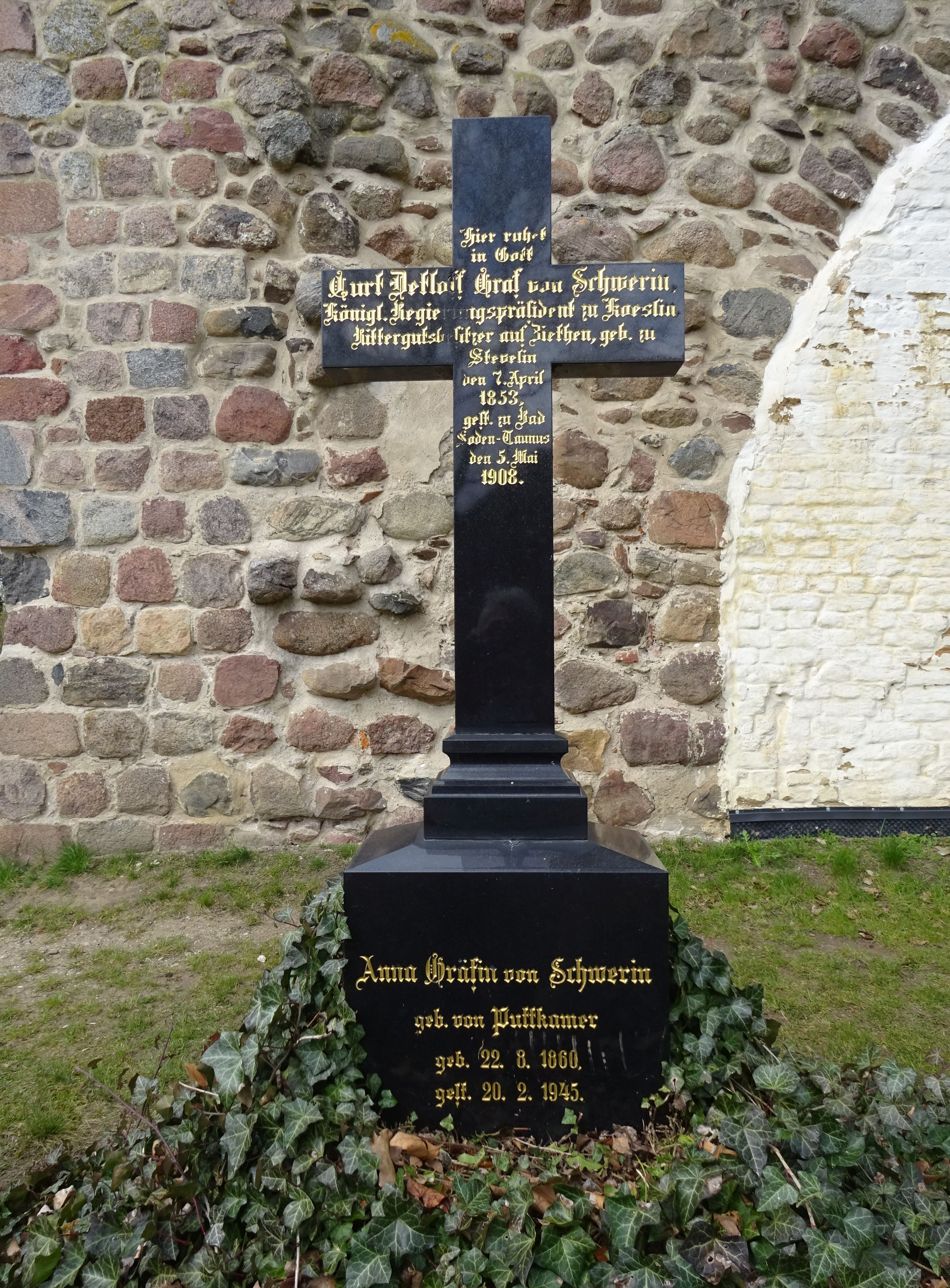
Grabmal Curt Detloff Graf von Schwerin an der Kirche in Ziethen

Kurt Detloff Graf von Schwerin-[Busow] (* 7. April 1853 in Stevelin; † 5. Mai 1908 in Bad Soden am Taunus) war ein deutscher Verwaltungsjurist, Politiker und Rittergutsbesitzer in Pommern.

## Leben
Kurt Detloff von Schwerin entstammte dem pommerschen Adelsgeschlecht von Schwerin. Er war ein Sohn des Rittergutsbesitzers Helmuth Graf von Schwerin (1817–1882), Herr auf Ziethen (bei Anklam), und dessen zweiter Ehefrau Antonie, geborene von Bornstedt, verwitwete von der Lehe (1826–1859). Schwerin studierte an den Universitäten Heidelberg, Tübingen und Greifswald. 1872 wurde er Mitglied des Corps Guestphalia Heidelberg. Noch im gleichen Jahr schloss er sich dem Corps Suevia Tübingen an. 1874 wurde er beim Corps Pomerania Greifswald aktiv. Als promovierter Jurist beendete er seine Militärdienstzeit im Rang eines Rittmeister. Nach seiner Referendarszeit wurde er 1881 Gerichts- und Regierungsassessor in Stettin. 1882 war er Hilfsarbeiter im preußischen Innenministerium und wurde im selben Jahr Landrat des Landkreises Usedom-Wollin. 1895 wurde er Polizeipräsident in Hannover. Von 1903 bis 1906 war er Regierungspräsident in Köslin.
Er war Rechtsritter des Johanniterordens und Mitglied des Provinziallandtags der Provinz Pommern. Von seinem Vater erbte er das Rittergut Ziethen.
Am 4. November 1884 heiratete er in Nipkau Anna von Puttkamer (1860–1945), der Tochter von Generalmajor Bernhard von Puttkamer, Herr auf Sellin und Groß-Nipkau. Aus der Ehe gingen folgende Kinder hervor:
- Bernhard (* 1885), wurde Gutserbe auf Ziethen, ⚭ 1922 Elisabeth Sander (* 1903)
- Elisabeth (* 1888)
- Kurt (* 1890), wurde Kapitänleutnant

⚭ 1919 Margarete Clasen (* 1883), geschieden 1929
⚭ 1932 Ellen Brückner (* 1887)
- Eberhard (1894–1959), wurde Politiker und Journalist, ⚭ 1920 Gertrud Koltermann (* 1896)
- Gerhard (Gerd) (1899–1980), erreichte den Dienstrang General der Panzertruppe.[5]

⚭ 1925 Herta Kannengießer (* 1903), geschieden 1928
⚭ 1930 Jutta Zülch (1903–1974)